# Paul Journée
Paul Journée, né le 19 avril 1893 à Aubervilliers et mort le 14 novembre 1956 à Paris 10e, est un boxeur français.

## Biographie
Paul Journée se révèle comme un boxeur de valeur en novembre 1913. Sa carrière pugilistique est arrêtée par la Première Guerre mondiale. Après la guerre, il est le principal sparring-partner de Georges Carpentier,,. En 1920, Journée bat le champion tricolore de la catégorie des poids lourds Paul Hams mais n’est pas désigné champion de France car il n’a pas adressé un défi en règle deux mois avant la rencontre,. Il dispute deux autres championnats de France des poids lourds contre Marcel Nilles en 1921 et 1922 pour autant de défaites. En juin 1921, il est battu aux États-Unis par Charles Wainert par knockout au cinquième round. Le 7 décembre, Paul Journée est en tête d'affiche d'une grande soirée de boxe dans laquelle il affronte le boxeur sénégalais Battling Siki au Vélodrome d'Hiver,. Dans une soirée record pour la boxe en France et devant des milliers de spectateurs, dont les membres du gouvernement Henry Paté et Gaston Vidal, Journée s'incline aux points malgré son avantage de poids de 11 kg,. Retiré des rings, il s’établit à Arcachon où il dirige une équipe d'ouvriers et s’occupe d’une salle de culture physique. Dans la rue, il rencontre Primo Carnera, lutteur dans une baraque de foire, qui l'impressionne physiquement,. Il lui propose de l’initier à la boxe et le met en rapport avec son ancien manager, Léon Sée qui en fait une grande vedette.